# Migration der Turkvölker
Die Migration der Turkvölker bezieht sich auf die historischen Wanderbewegungen und Bevölkerungsverschiebungen von Gruppen, die zur turksprachigen ethnolinguistischen Familie gehören. Diese Migrationen fanden meist unabhängig voneinander über einen Zeitraum von mehreren Jahrhunderten statt und führten zu bedeutenden ethnischen, geopolitischen und religiösen Veränderungen in der Besiedlungsgeschichte Eurasiens und angrenzender Regionen und prägten somit nachhaltig das kulturelle und demografische Bild der betroffenen Gebiete.
Die größten Wanderbewegungen der Turkvölker umfassen eine Vielzahl von Migrationen und Wanderungen sowohl innerhalb Zentralasiens als auch über seine Grenzen hinweg. Besonders bekannt ist die Migration der Oghusen im 11. Jahrhundert aus dem nördlichen Zentralasien in verschiedene Regionen, unter anderem nach Persien, Anatolien und in das Kaukasusgebiet. Des Weiteren gab es Wanderbewegungen innerhalb Zentralasiens, in Gebieten wie Khorasan oder Transoxanien, die oft auf politische Instabilität in diesen Regionen, wirtschaftliche Veränderungen, Eroberungslust und die Suche nach neuen Siedlungsgebieten zurückzuführen waren. Reiche, die in diesem Kontext entstanden, waren unter anderem die der Chasaren, der Petschenegen, Karachaniden, Gazhnaviden, Seldschuken und Rum-Seldschuken. Auch vom 13. bis zum 14. Jahrhundert zogen, infolge der Eroberungen durch Mongolen und Timuriden, zahlreiche Turkvölker in das expandierende Osmanische Reich und benachbarte anatolische Fürstentümer ein, was ein charakteristisches Merkmal für die wellenartigen Wanderungsbewegungen der Turkvölker ist.
Insgesamt haben die Wanderbewegungen der Turkvölker maßgeblich zur Entstehung zahlreicher moderner Staaten beigetragen, darunter Turkmenistan, Kasachstan, Usbekistan und Kirgisistan. Auch die Türkei und Aserbaidschan gehören dazu. In diesen Ländern ist die Mehrheit der Bevölkerung nach wie vor turksprachig, wobei es jedoch beträchtliche Unterschiede in Bezug auf Sprachvokabular, Kultur und Genetik gibt.

## Urheimat
Genaue Angaben zur Ethnogenese der Turkvölker lassen sich nur schwer machen. Laut moderner Wissenschaft lässt sich die Urheimat der Turkvölker räumlich zwischen kaspischer Steppe und Mandschurei eingrenzen, wobei die Taigasteppen um die Altairegion am wahrscheinlichsten gilt. Turksprachen werden als Teil der altaischen Sprachgruppe betrachtet, zu der auch Mongolisch gehört. Mögliche Verbindungen zu Koreanisch und Japanisch bestehen. Doch auch die Altaische Theorie ist problematisch. Ob diese Beziehung auf genetischen Bindungen beruht oder die Folge langjähriger Entlehnungen und Interaktionen ist, bleibt immer noch eine heftig diskutierte Frage.

## Geschichte
Die Ursprünge der Turkvölker sind also komplex, vielfältig und höchstwahrscheinlich auch mit bedeutenden Gruppen von Nicht-Türken (iranische Völker) verbunden, was mit frühen Wanderungen erklärbar sein könnte. Tatsächlich hat ihr Herrscherhaus, die Aschina, ein eindeutig nicht-türkisches Onomastikprofil. Die Aschina treten in der Geschichte zu einem entscheidenden Zeitpunkt im 6. Jahrhundert auf. Die Stammeskonföderation der Tabgatsch waren zusammengebrochen und in zwei Teile geteilt, in die Östliche Wei (534–550) und die Westliche Wei (535–557). Erstere wurden bald von der Qi-Dynastie (550–577) und letztere von der Nördlichen Zhou-Dynastie (557–581) abgelöst. Alles Dynastien, die nur einen schwachen Halt an der Macht hatten. Diese kritischen Umwälzungen ereigneten sich gerade, als die Türk-Aschina den Übergang zu einem mächtigen frühen Staat vollzogen. Die Türken setzten schnell einen ethnisch vielfältigen Staat zusammen, wie es für Steppenreiche typisch war.
Ob es während diesen ersten Turk-Kaghanaten zu nennenswerten Völkerwanderung kam, lässt sich schwer sagen. Die Göktürken sind als die früheste bekannte ethnische Einheit, in der Turkvölker unter dem Namen Turk auftreten, bekannt. Dennoch erscheinen turksprachige Völker in schriftlichen historischen Quellen bereits vor ihrer Zeit, nämlich als oghurisch-turksprachige Stämme im 5. Jahrhundert in den nördlichen pontischen Steppen, viel früher als der Aufstieg des Göktürk Khaganats. Somit bleiben die frühen Phasen der Verbreitung der Turkvölker schlecht verstanden, und unser Wissen über ihren Lebensraum bleiben sehr hypothetisch. Dennoch ist es klar, dass die Migrationsrichtung der Steppenvölker, ob Türk oder nicht, ausschließlich von Osten nach Westen ablief (wie etwa bei Hunnen, Avaren, Oghusen und Mongolen). Im Kontext der frühen Turkvölker ist dies vor allem auf den Druck der chinesischen Dynastien zurückzuführen, die ihre nördlichsten Grenzen zu sichern versuchten.

### Oghusen
Die Migration der Oghusen war ein bedeutendes Ereignis in der Geschichte Zentralasiens und des Nahen Ostens. Sie fanden in mehreren Wellen statt und hatten, langfristig gesehen, die mit Abstand weitreichendsten Auswirkungen auf die politische, kulturelle und demografische Entwicklungen der Region.
Die Oghus-Konföderation entstand in den Tälern von Orkhon und Selenga in der Mongolei. Sie wanderten im 8. Jahrhundert in großen Zahlen über Sibirien nach Westen in Richtung Irtysch, Aralsee und Syr-Darya. Oghusen waren bereits etwa zwei Jahrhunderte vor dieser großen Migration in die oberen Oxus-Länder und die Qara-Qum- und Dehistan-Steppen gezogen. Die weitaus größere und bedeutendere Migration brachte die gesamten Oghus-Völker in die Reichweite der muslimischen Geschichtsschreiber, die nun über sie berichteten. Man könnte grob annehmen, dass im 8. Jahrhundert die Migration von Stämmen aus der Mongolei (und möglicherweise auch aus anderen Gebieten) an die Grenzen Transoxaniens und Choresmiens sowie der Kampf um eine neue Heimat und der Druck der überbevölkerten Steppen im Osten den Hintergrund bildeten, aus dem sich die Oghusen schließlich als ein festes Stammesbündnis herausbildeten. Das Stammesbündnis, das sich hier bildete, nahm dennoch weiterhin neue Elemente auf und sollte nicht als ein ethnischer Monolith gesehen werden. Dies zeigt sich am Beispiel der Anwesenheit eines Stammes (qabiia) namens Bäjânäg (Petschenegen) unter den zweiundzwanzig oder vierundzwanzig Stammesgruppen der Oghusen.

#### Petschenegen
Die Petschenegen selbst stammten von einer früheren Welle turkstämmiger Einwanderer ab, die sich in den Steppen um die iranischen Oasenstädte in Transoxanien niedergelassen oder als Nomaden gelebt hatten. Im 6. Jahrhundert, also zwei Jahrhunderte vor der Migration des Großteils der Oghusen-Stämme, begann eine turkstämmige Einwanderungswelle in das Gebiet, was zu einer allmählichen Turkisierung der iranischen Sprecher in der Region führte. Aus dieser Symbiose in der Region entstanden die Petschenegen, die in den Kökturk-Inschriften als die Kangaiuls (nach der chinesischen Bezeichnung für die Region östlich des Oxus, K'ang-kiu) erscheinen. Die Petschenegen tauchen erneut im 9. Jahrhundert in der Wolgaregion auf, wo sie in Konflikt mit den Magyaren geraten und im 10. Jahrhundert befinden sie sich im Konflikt mit den Kiewer Rus und den Chasaren. Die Petschenegen sind also im Laufe der Ankunft der neuen oghusischen Stämme und den Karluken und Kimeken über die Wolga gedrängt worden.
Konstantin Porphyrogenitus schrieb zwischen 948 und 951, dass etwa fünfzig Jahre zuvor die Chasaren und Oghusen einen Bund geschlossen hatten und gemeinsam die Petschenegen aus ihren Gebieten zwischen der Wolga und dem Ural vertrieben. Die erzwungene Migration der meisten Petschenegen nach Westen führte wiederum zur Migration der Ungarn, die nach einem Krieg mit den einfallenden Petschenegen zunächst in die westlichen Pontischen Steppen zogen. Solche Kettenreaktionen sind häufig der Grund für etliche Völkerwanderungen gewesen.

#### Oghus-Yabgu Staat
Die Oghusen verfestigten nach ihrer zuvor erwähnten Migration im späten 8. Jahrhundert ein oghusisches Stammesbündnis, der als Oghus-Yabgu Staat bezeichnet wird. Eingeengt zwischen dem verfallenden Chasarenreich und dem anhaltenden Druck von Turkstämmen aus dem Osten und Nordosten sowie aus Choresmien, beginnen sie jedoch, in das Gebiet der Chasaren überzulaufen.
Der anschließende Zusammenbruch des Chasarenreiches war ein wichtiges Ereignis in der Steppengeschichte: der Weg nach Westen war wieder frei, die erste Verteidigungslinie der Oströmer gegen nomadische Invasionen aus dem Osten war ebenfalls gefallen. Nach 965 würden Nomaden, welche die Wolga überquerte, schließlich auch die Donau überqueren und sich letztendlich an den geschwächten westlichen Grenzen des Oströmischen Reiches bemerkbar machen. Jeglicher Konflikt an den nördlichen Grenzen chinesischer Dynastien würden nun Konsequenzen bis nach Europa mit sich bringen. Auch mit dem bevorstehenden Zusammenbruch der Samaniden in den 990er Jahren war der Weg frei für die Invasion Europas und des Nahen Ostens durch große Gruppen von Steppennomaden.
Das Oghusen-Bündnis begann aufgrund interner Schwierigkeiten sowie des Drucks anderen Turkvölker auseinanderzufallen. Schon 985 spalteten sich die Seldschuken ab. Mit dem Anfang des 11. Jahrhunderts hatte sich das Bündnis selbst aufgelöst. Während sich Teile der Oghusen unter den Seldschuken in die Politik der turko-persischen islamischen Welt Zentralasiens verwickelten, besetzten die wolgaorientierten Oghusen die Länder des Chasariens an der Wolga.

#### Seldschuken
Die Stadtstaatenwelt des islamisch-iranischen Raums war von Befestigungen umgeben, die als Barriere gegen die stetige Bedrohung durch die Steppennomaden dienten. Im Laufe der Zeit fanden einige Stammesgruppen oder Teile von ihnen ihren Weg zum Islam, beeinflusst durch die vermehrte Präsenz und den Einfluss muslimischer Kaufleute sowie der spirituellen Lehren der Sufi-Orden. Sie wurden in den folgenden Jahrzehnten zu neuen Verteidigern des islamischen Glaubens. Eine Rolle, die zunehmend mit Turk-Dynastien in Verbindung gebracht wurde und schließlich im entstehenden Reich der Seldschuken (1040–1194) seine endgültige Gestalt annahm.
Im Chasarenreich finden wir die ersten Erwähnungen des Gründers der Seldschuken-Dynastie, Seldschuk. Es wird angenommen, dass er als Militärkommandant in den Diensten der Chasaren stand. Schließlich zog er mit seiner Familie oder seinen Anhängern in die Stadt Jand im westlichen Kasachstan, wo sie dem Islam beitraten. Gemäß dem Maliknama, eine Zusammensetzung aus mündlichen Überlieferungen und auf Persisch niedergeschrieben, war die Migration unter der Führung von Seldschuk keine Massenbewegung von Menschen. Vielmehr handelte es sich um einen kleinen Exodus, der von jenem bestimmten aristokratischen nomadischen Anführer, Seldschuk, und seinen engen Gefolgsleuten orchestriert wurde. Sie war so geringfügig, dass sie von muslimischen Chronisten unbemerkt blieb.
Die Enkel von Seldschuk, Tughrul und Chaghri, sicherten sich einen bedeutenden Sieg gegen die Ghaznawiden, eine turko-persische Dynastie, in der Schlacht von Dandanqan. Dies führte zu einem Machtwechsel in Persien, wobei die einstige Nomadenfamilie nun als das herrschende Haus über das neu gegründete Seldschukenreich etabliert wurde. Dieses Reich umfasste bedeutende Städte wie Isfahan, Merw, Nischapur, Bukhara und später auch Bagdad, Sitz des Kalifen und Zentrum der sunnitisch-islamischen Welt.
Das Seldschukische Reich war stark von der persischen Kultur geprägt. Die Verwaltung und Administration wurde vermehrt Persern überlassen, und die Hofsprache war Persisch. Durch die Eroberungen der Seldschuken wurde Persisch zur Lingua franca der gesamten Region, während Arabisch in seinen religiösen Funktionen verblieb. Das turko-persische Reich hatte jedoch kaum Einfluss auf die Turkomanen, von denen es oft militärische Erfolge zu verdanken hatte. Oghusen, die zum Islam übertraten, wurden bereits im 10. Jahrhundert als Turkomanen bekannt. Muslimische Chronisten verwendeten jedoch häufig weiterhin den Begriff Oghus (oder Ghuzz), um muslimische Turkomanen zu beschreiben, meist mit deutlich abwertenden Untertönen. Andererseits waren einige Gruppen, die in Quellen als Turkomanen bezeichnet wurden, offensichtlich noch heidnisch. Obwohl es historisch gesehen sesshafte Oghusen/Turkomanen gab, bezeichnen beide Begriffe in der Regel eine Person oder eine Gruppe als Nomaden.
In den eroberten Regionen variierte die Präsenz ethnisch unterschiedlicher turkstämmiger Gemeinschaften und die politische Macht identifizierbar turkstämmiger Dynastien erheblich. Im Iran ließen sich Zehntausende oder sogar Hunderttausende von Oghus-Türken nieder, jedoch gelang es ihnen nie, einen modernen türkischen Staat auf dem Plateau zu etablieren. Obwohl Turkstämme das spätere Safawiden-Militär dominierten und sogar eine ethnische Präsenz in Aserbaidschan hatten, blieb die persische und iranische Kultur kulturell dominant. Im Gegensatz dazu behielten die Oghusen am westlichen Ende dieses Gebiets nicht nur ihre politische Macht in unterschiedlichem Maße bei, sondern wurden auch die ethnisch dominierende Bevölkerung. Sie sprachen Turksprachen und entwickelten ihre eigene anatolische turko-persische Kultur in Städten und ländlichen Gebieten.
Durch die Wanderbewegungen verschiedener oghus-türkischer Stämme erblühte diese neue Kultur. Die Schlacht bei Manzikert stürzte das Oströmische Reich in ein turbulentes Jahrzehnt des Bürgerkriegs, während in Ost- und Zentralanatolien die Reichsordnung zerfiel. Doch die Seldschuken, hegten kaum Interesse daran, sich an diesem Chaos zu bereichern. Sultan Alp Arslan, der sogar den römischen Kaiser, Romanos IV., gefangen nahm – ein Ereignis, das sich in der gesamten Geschichte des Römischen Staates nur zweimal ereignete, das erste Mal mit der Gefangennahme des Valerian –, entschied sich gegen eine Invasion Anatoliens. Die Seldschuken waren vielmehr am schiitischen fatimidischen Ägypten interessiert, und auch Malik Shah hatte keine Ambitionen in Anatolien. Unabhängig von der politischen Ausrichtung der Seldschuken drangen jedoch Kriegsherren und Plünderer in das entstandene Machtvakuum ein. Sie trafen auf schwachen Widerstand und ließen sich ungefähr zur Zeit der Thronbesteigung von Alexius mehr oder weniger sesshaft nieder. Vor allem entlang der De-facto-Grenze zum Oströmischen Reich, das nun in Westanatolien lag, siedelten sie vermehrt. Es ist schwierig, genaue Angaben zu ihrer Zahl zu machen. Berichte über die Größe verschiedener nomadischer Gruppen variieren, so bestand eine Gruppe irakischer Oghusen aus etwa 2.000 Zelten, was ungefähr 8 bis 10 Tausend Menschen entspricht. Andere Quellen berichten von rund 3.000 Kriegern in Armenien, die unter der Führung eines Kriegsherren standen.
Im Verlauf der Jahrhunderte, insbesondere in der zweiten Hälfte des 12. Jahrhunderts, entstand in Anatolien durch die Nachfolgestaaten der Großseldschuken, den Rum-Seldschuken und anderen turko-persischen Dynastien, eine bedeutende Entwicklung. Diese Dynastien formten eine turksprachige sunnitische Elite, die allmählich ihre Macht in einer Gesellschaft festigte, die größtenteils nicht-turksprachig war. Aus dieser Vermischung erwuchs schließlich das anatolische Türkentum und der fortschreitende Prozess der Türkisierung der Türkei.

### Bulgaren
Die exakte Ursprungsheimat der Proto-Bulgaren bleibt unklar. Die Entwicklung ihrer Ethnogenese zeigt ähnliche Merkmale wie bei anderen turk-nomadischen Gruppen: eine beträchtliche Heterogenität, wobei im Falle der Proto-Bulgaren insbesondere Einflüsse hunnischer, iranischer und sogar urgo-finnischer Elemente festzustellen sind. Im 5. Jahrhundert besiedelten die Onogur-Bulgaren das Steppengebiet am Schwarzen Meer. Erstmals erwähnt wurden sie im Jahr 480, als sie Verbündete des byzantinischen Kaisers Zenon waren. Der Chronikler Moses von Choren erwähnt sie ebenfalls und berichtet über ihre Wanderbewegungen. In seiner Geschichte Armeniens, die im späten 5. Jahrhunderts n. Chr. verfasst wurde, spricht er von zwei vermeintlichen Migrationen der Proto-Bulgaren vom Kaukasus in weiter südlich liegende Länder. Die erste Migration wird im Zusammenhang mit einer Kampagne des armenischen Herrschers Vaharschak erwähnt. Die zweite Migration soll während der Herrschaft des armenischen Herrschers Arschak III. stattgefunden haben, als Unruhen im Bereich des großen Kaukasusgebirges stattfanden. Viele migrierten Richtung Süden und ließen sich demnach nieder. Die Migrationen werden auf die zweite Hälfte des 4. Jahrhunderts n. Chr. datiert. Die Unruhen, die Teile der Proto-Bulgaren veranlassten, in den Süden zu ziehen, könnten mit der Ausbreitung der Hunnen in den osteuropäischen Steppen verbunden sein.

### Karluken
Die Karluken waren ein Stammesbündnis turkischer Nomadenvölker, welches ab dem 8. Jahrhundert in Zentralasien siedelte. Als eine ursprünglich lose Stammeskonföderation – welches durch turkische und iranische Überbleibsel des Kök-Türk Reiches entstammte – begannen die Karluken, besonders nach dem Untergang des Zweiten Türk-Kaganats im 8. Jahrhundert, ihre Wanderungen nach Westen und Süden. Durch das Einwandern in die Altai-Region kamen sie in vermehrten Kontakt mit turkischen Stämmen, den chinesischen und islamischen Mächten. Im Jahr 751 spielten sie eine entscheidende Rolle in der Schlacht am Talas zwischen den Abbasiden und der Tang-Dynastie, was den Einfluss Chinas in Zentralasien schwächte und den Weg für die Islamisierung der Region ebnete. Im 8. Jahrhundert setzten die Karluken ihre Wanderbewegungen fort und überquerten den Syr-Darya Fluss. Die Nähe zur islamischen Welt förderte die Durchdringung des Islams in die Glaubenswelt der Karluken.